# Jordi Colomer i Gallego
Jordi Colomer i Gallego (Barcelona, 10 d'abril de 1942) és un alpinista i dirigent esportiu català.
Com a membre del Club Excursionista de Gràcia, el 1963, juntament amb Jaume Mas, obrí la via Mas-Colomer a les Roques d'en Benet, a tocar d'Horta de Sant Joan. Ha format part d'expedicions al Mont Kenya i al Ruwenzori l'any 1966. Al 1968 organitça una expedició al Gran Atlas (Marroc). També ha dirigit diverses expedicions, com la que el seu club feu a l'Alpamayo el 1972, i la primera expedició al esperó SW del Saraghrar el 1975 i va participar en la del 1977. El 1979 també va participar en l'expedició catalana al Dhaulagiri. També va dirigir les expedicions a l'Ama Dablam el 1981, a Groenlàndia el 1983, a l'Hoggar el 1985, i al Tilicho el 1987. L'any 1988 recuperà el GAME (Grup d'Alta Muntanya Espanyol) i l'EEAM (Escola Espanyola d'Alta Muntanya), que havien caigut en l'oblit deu anys abans. Ha estat vicepresident de la Federación Española de Deportes de Montaña y Escalada. Fou president de l'Internacional Ski Mountaineering Council entre els anys 1999 i el 2007, i ha estat vicepresident de la Unió Internacional d'Associacions d'Alpinisme (UIAA), la qual dirigí el 2012. També ha ocupat càrrecs en l'organització Mountain Wilderness i la International Skyrunning Federation. Darrerament, fou el director de la Travessa Matagalls-Montserrat del 2019. El 2007 li fou atorgada la medalla al mèrit esportiu del Consejo Superior de Deportes.
El 3 d'abril de 2022 va ser nomenat membre d’honor de l’associació Grup Cavall Bernat per la seva aportació a l'alpinisme per les seves activitats a Catalunya i a nivell internacional.